# Lori Loughlin
Lori Loughlin, 28 juli 1964 i Queens i New York, er en amerikansk skuespiller. Loughlin er bedst kendt for sin rolle i Hænderne Fulde og Hænderne Fulde – igen, hvor hun spiller Rebecca Donaldson, kæreste og senere kone til Jesse Katsopolis.

## Filmografi
| År   | Titel                               | Rolle                           | Noter |
| ---- | ----------------------------------- | ------------------------------- | ----- |
| 1983 | Amityville 3-D                      | Susan Baxter                    |       |
| 1985 | The New Kids                        | Abby McWilliams                 |       |
| 1985 | Secret Admirer                      | Toni Williams                   |       |
| 1986 | Rad                                 | Christian Hollings              |       |
| 1987 | Back to the Beach                   | Sandi                           |       |
| 1988 | The Night Before                    | Tara Mitchell                   |       |
| 1997 | Casper: A Spirited Beginning        | Sheila Fistergraff              | Video |
| 1997 | In the Line of Duty: Blaze of Glory | Jill Erickson                   |       |
| 2000 | Critical Mass                       | Janine                          |       |
| 2001 | Suckers                             | Donna Deluca                    |       |
| 2006 | Farce of the Penguins               | Melvin-Smacking Penguin (voice) | Video |
| 2007 | Moondance Alexander                 | Gelsey Alexander                |       |
| 2009 | Old Dogs                            | Amanda                          |       |
| 2013 | Crawlspace                          | Susan Gates                     |       |